# Europäische Finanzstabilisierungsfazilität
Die Europäische Finanzstabilisierungsfazilität (kurz EFSF, englisch European Financial Stability Facility) ist eine Aktiengesellschaft (société anonyme) nach luxemburgischem Recht mit Sitz in Luxemburg (Stadt) und dient als vorläufiger Stabilisierungsmechanismus zwischen den Mitgliedstaaten der Eurozone. Sie wurde am 7. Juni 2010 gegründet und war ab 4. August 2010 handlungsfähig.
Seit dem 1. Juli 2013 wurde die EFSF größtenteils vom Europäischen Stabilitätsmechanismus (ESM) abgelöst, der alle neuen Programme finanziert; die EFSF wickelt seither nur noch die früheren Programme ab. Derzeitiger Leiter (CEO) ist der Deutsche Klaus Regling.
Die EFSF ist eine von der Europäischen Union unabhängige Institution, die auf einem privatrechtlichen Vertrag zwischen der Mitgliedstaaten der Eurozone basiert. Sie soll dazu dienen, „die finanzielle Stabilität im gesamten Euro-Währungsgebiet zu sichern“. Damit ist die EFSF Teil der allgemein als „Euro-Rettungsschirm“ bezeichneten Maßnahmenpakete. Sie ist mit Garantien der Euro-Staaten in Höhe von 750 Milliarden Euro abgesichert und hat eine Verleihkapaziät von ca. 440 Milliarden Euro.

## Rechtlicher Rahmen
Im Vertrag von Maastricht, in dem die Währungsunion 1992 beschlossen wurde, sollten finanzielle Unterstützungen für überschuldete Mitgliedstaaten ausgeschlossen werden. Deswegen legte der Stabilitäts- und Wachstumspakt den Mitgliedstaaten konkrete Defizit- und Verschuldungsgrenzen auf, und es wurde explizit eine strenge Nichtbeistands-Klausel („No-Bailout-Clause“) vereinbart, die eine Haftung der Union oder einzelner Mitgliedstaaten für die Verbindlichkeiten anderer Mitgliedstaaten untersagte. Damit sollte die Eigenverantwortung und Finanzdisziplin der einzelnen Staaten gewährleistet werden. So sollte das Moral-Hazard-Problem verhindert werden, dass Mitgliedstaaten die Erwartung hegen, bei ungenügender eigener Haushalts- und Verschuldungsdisziplin darauf hoffen zu können, dass andere Staaten ihre Schulden zurückzahlen. Allerdings wurde dieser Stabilitäts- und Wachstumspakt von den Staaten inzwischen über 60 Mal verletzt (auch von Deutschland), ohne dass auch nur ein einziges Mal die für diesen Fall vertraglich vereinbarten Sanktionen beschlossen wurden. Anfang 2010 rutschten Griechenland und andere Eurozonen-Staaten in Verschuldungskrisen und die Eurokrise begann. Dadurch sahen sich die Eurozonen-Staaten veranlasst, auf einem EU-Sondergipfel im Mai 2010 den European Financial Stabilisation Mechanism (EFSM) als provisorischen Stabilisierungsmechanismus zu verabschieden, um eine sich selbst verstärkende krisenhafte Entwicklung mit der Gefahr von Staatsbankrotten einzudämmen. Da das Volumen dieser Maßnahmen jedoch nicht ausreichte, um die Krise einzudämmen, beschloss der Europäische Rat im Dezember 2010, den EFSM durch einen weitergehenden Stabilitätsmechanismus, den Europäischen Stabilitätsmechanismus (ESM), zu ersetzen, der auch nach 2013 in Kraft bleiben soll.

### Verhältnis zur Nichtbeistandsklausel
Als problematisch am Europäischen Stabilitätsmechanismus gilt sein Verhältnis zur Nichtbeistandsklausel in Art. 125 AEU-Vertrag, die eine Haftung von Mitgliedstaaten oder der Europäischen Union als Ganzes für die Schulden anderer Mitgliedstaaten ausschließt. Zur Rechtfertigung des vorläufigen Stabilisierungsmechanismus wurde zunächst Art. 122 AEU-Vertrag angeführt, der finanzielle Hilfen für einen Mitgliedstaat erlaubt, wenn dieser „aufgrund von Naturkatastrophen oder außergewöhnlichen Ereignissen, die sich seiner Kontrolle entziehen, von Schwierigkeiten betroffen oder von gravierenden Schwierigkeiten ernstlich bedroht“ wird. Auf Vorschlag des Nicht-Eurolandes Großbritannien wurde beschlossen, dass bei Krediten für Staaten, die Mitglieder der Eurozone sind, lediglich die übrigen Eurostaaten haften. Andererseits können als Zahlungsbilanzhilfen für Nicht-Eurostaaten Kredite aufgenommen werden, für die alle Mitgliedstaaten der EU haften.
Hinsichtlich des ESM, welcher die Nachfolgestruktur der EFSF darstellt, hat der Europäische Gerichtshof in seinem Urteil in der Rechtssache C-370/12 Thomas Pringle / Government of Ireland, Ireland, The Attorney General einen Verstoß gegen Art. 125 AEU verneint:

„Das Verbot für die EZB und die Zentralbanken der Mitgliedstaaten, Körperschaften und Einrichtungen der Union und der Mitgliedstaaten Überziehungs- oder andere Kreditfazilitäten zu gewähren oder unmittelbar von ihnen Schuldtitel zu erwerben, wird durch den ESM nicht umgangen. Dieses Verbot richtet sich nämlich speziell an die EZB und die Zentralbanken der Mitgliedstaaten. Wenn ein oder mehrere Mitgliedstaaten einem anderen Mitgliedstaat unmittelbar oder über den ESM finanziellen Beistand leisten, fällt dies somit nicht unter das genannte Verbot. Mit der „Nichtbeistandsklausel“, nach der die Union oder ein Mitgliedstaat nicht für die Verbindlichkeiten eines anderen Mitgliedstaats eintritt und nicht für sie haftet, soll der Union und den Mitgliedstaaten nicht jede Form der finanziellen Unterstützung eines anderen Mitgliedstaats untersagt werden. Sie soll vielmehr sicherstellen, dass die Mitgliedstaaten auf eine solide Haushaltspolitik achten, indem sie gewährleistet, dass die Mitgliedstaaten bei ihrer Verschuldung der Marktlogik unterworfen bleiben. Sie verbietet es daher nicht, dass ein oder mehrere Mitgliedstaaten einem Mitgliedstaat, der für seine eigenen Verbindlichkeiten gegenüber seinen Gläubigern haftbar bleibt, eine Finanzhilfe gewähren, vorausgesetzt, die daran geknüpften Auflagen sind geeignet, ihn zu einer soliden Haushaltspolitik zu bewegen. Der ESM und die daran teilnehmenden Mitgliedstaaten haften aber nicht für die Verbindlichkeiten des Empfängermitgliedstaats einer Stabilitätshilfe und treten auch nicht im Sinne der „Nichtbeistandsklausel“ für sie ein.“

### Klagen vor dem deutschen Bundesverfassungsgericht
Gegen das Stabilisierungsmechanismusgesetz, durch das die Beteiligung an der EFSF beschlossen worden war, wurden in Deutschland mehrere Klagen vor dem Bundesverfassungsgericht erhoben. Besondere Aufmerksamkeit fanden die Klage der Wissenschaftler Joachim Starbatty, Wilhelm Hankel, Karl Albrecht Schachtschneider, Wilhelm Nölling und des Managers Dieter Spethmann sowie die Klage des Politikers Peter Gauweiler. Die Klagen richteten sich sowohl gegen die deutsche Zustimmung zur EFSF als auch gegen das Währungsunion-Finanzstabilitätsgesetz, das die deutsche Beteiligung an den Hilfskrediten für Griechenland regelt. Diese Kredite für Griechenland erfolgten vor Einrichtung der EFSF, hatten aber eine ähnliche Funktionsweise wie die, die im EFSF vorgesehen ist. Die Klage wurde zur Entscheidung angenommen, die mündliche Verhandlung fand im Juli 2011 statt. Die Kläger argumentierten u. a. unter Berufung auf die Nichtbeistands-Klausel, dass der deutsche Bundestag nicht ausreichend einbezogen worden sei und die Europäische Union durch die Griechenlandhilfe zu einer „Haftungs- und Transfergesellschaft“ werde.
Am 7. September 2011 verwarf das Bundesverfassungsgericht die Verfassungsbeschwerden der Wissenschaftler und des Abgeordneten Gauweiler. Mit der Höhe der Bürgschaften sei noch keine Obergrenze überschritten. Dies wäre erst der Fall, wenn die Haushaltsautonomie des Bundestags „für einen nennenswerten Zeitraum nicht nur eingeschränkt würde, sondern praktisch vollständig leerliefe“. Das Gericht stärkte in seinem Urteil jedoch die Beteiligungsrechte des Deutschen Bundestags. Künftige Finanzhilfen koppelten die Richter an die Vorgabe, dass der Haushaltsausschuss des Deutschen Bundestags jedem neuen Rettungspaket zustimmen muss. Am 27. Oktober 2011 erließ das Bundesverfassungsgericht eine einstweilige Anordnung, wonach das Parlament seine Verantwortung nicht auf das sogenannte 9er-Sondergremium (Gremium nach § 3 Abs. 3 Stabilisierungsmechanismusgesetz) delegieren darf.
In einem Organstreitverfahren entschied das Bundesverfassungsgericht am 28. Februar 2012, dass § 3 Absatz 3 des Stabilisierungsmechanismusgesetzes die Bundestagsabgeordneten in ihren Rechten aus Art. 38 Absatz 1 Satz 2 des Grundgesetzes verletzt, „soweit er nicht nur auf Ankäufe von Staatsanleihen Anwendung findet, die die Europäische Finanzstabilisierungsfazilität am Sekundärmarkt tätigt“.

## Hintergrund

### Einrichtung des provisorischen Stabilisierungsmechanismus
Die Einrichtung eines provisorischen Stabilisierungsmechanismus wurde im Zuge der Eurokrise auf einer Sondersitzung des europäischen Finanzministerrats in der Nacht vom 9. auf den 10. Mai 2010 beschlossen. Dem vorausgegangen war die griechische Finanzkrise, die am 25. März 2010 zu einem Notfallplan geführt hatte, bei dem Griechenland jeweils bilaterale Kreditgarantien der übrigen Euro-Staaten sowie des Internationalen Währungsfonds in Höhe von insgesamt rund 110 Milliarden Euro zugebilligt wurden. Allerdings stiegen schon kurz nach diesem Notfallplan die Zinsen für die wirtschaftlich schwächeren Länder wieder stark an, sodass neue Maßnahmen erforderlich erschienen.
Die deutsche Bundesregierung unter Angela Merkel schlug als Lösungen zunächst den Ausschluss von überschuldeten Staaten aus der Europäischen Währungsunion sowie die Einrichtung einer Staateninsolvenzordnung vor, also ein geregeltes Verfahren, durch das ein überschuldeter Staat einen Teil seiner Schulden nicht zurückbezahlen müsste. Beide Vorschläge wurden jedoch von anderen Mitgliedstaaten abgelehnt. Nachdem der amerikanische Finanzminister Timothy Geithner seine G7-Kollegen am 7. Mai 2010 zu einer raschen Lösung gedrängt hatte, stimmte schließlich auch Deutschland auf dem Gipfel am 9./10. Mai 2010 zu, einen „Stabilisierungsmechanismus“ einzurichten. Dieser entstand, vor allem auf französische Drängen hin und unter massivem Zeitdruck, innerhalb eines Wochenendes, da die Beteiligten ihn vor dem Öffnen der Börse Tokio am 10. Mai 2010 um 2 Uhr europäischer Zeit beschließen wollten. In Deutschland war am 9. Mai 2010 um 18 Uhr die Landtagswahl in Nordrhein-Westfalen zu Ende gegangen. Der Stabilisierungsmechanismus stützte sich dabei auf Art. 122 AEU-Vertrag, dem zufolge der Rat einem Mitgliedstaat, der „aufgrund von Naturkatastrophen oder außergewöhnlichen Ereignissen, die sich seiner Kontrolle entziehen, von Schwierigkeiten betroffen oder von gravierenden Schwierigkeiten ernstlich bedroht“ ist, „unter bestimmten Bedingungen einen finanziellen Beistand der Union“ gewähren kann.
Am Tag nach dem Beschluss sanken die Risikoaufschläge für Staatsanleihen der Krisenstaaten wie Griechenland und Spanien zunächst. Silvio Berlusconi sagte: „Wenn das Haus brennt, ist es egal, woher das Wasser kommt. Ich bin sehr zufrieden mit diesem Abend, Frankreich und Italien haben sich durchgesetzt.“
In der darauf folgenden Nacht wurden bei einem weiteren Sondertreffen der EU-Finanzminister im Rat für Wirtschaft und Finanzen weitere Beschlüsse zu den Einzelheiten gefasst. Für das Inkrafttreten des Stabilisierungsmechanismus wurden parallel entsprechende Gesetze in den einzelnen Euro-Ländern verabschiedet; so beschloss der Deutsche Bundestag am 21. Mai 2010 das Gesetz zur Übernahme von Gewährleistungen im Rahmen eines europäischen Stabilisierungsmechanismus. Zu einer Blockade kam es durch die Slowakei, wo der EFSF Wahlkampfthema für die Parlamentswahl am 12. Juni 2010 wurde. Am 16. Juli 2010 bewilligte jedoch auch die neue slowakische Regierung unter Iveta Radičová den Rettungsschirm.
In der provisorischen Fassung bestand der Europäische Stabilisierungsmechanismus aus garantierten Krediten über insgesamt 750 Milliarden Euro, die sich aus drei verschiedenen „Töpfen“ speisen:
- 60 Milliarden Euro können Mitgliedstaaten in einer Schuldenkrise aus dem Haushalt der Europäischen Union zur Verfügung gestellt werden.
- Weitere 440 Milliarden stammen aus der Europäischen Finanzstabilisierungsfazilität (EFSF), einer Zweckgesellschaft, die Anleihen am Kapitalmarkt aufnimmt, für die die Mitgliedstaaten der Eurozone mit unterschiedlich hohen Anteilen der Eurozone gemeinschaftlich haften;[1] faktisch gesehen ist die EFSF damit eine Bank, mit begrenzter Gewährträgerhaftung, die ihr (Kredit-)Kapital nicht aus (Spar-)Einlagen bezieht, sondern über (Unternehmens-)Anleihen aufnimmt. Der jeweilige Anteil richtet sich nach der Höhe des Kapitalanteils der Staaten an der Europäischen Zentralbank, der sich wiederum je zur Hälfte aus der Bevölkerungszahl und dem Bruttoinlandsprodukt der Mitgliedstaaten ergibt. Für Deutschland ergibt sich damit eine Beteiligung von rund 28 %, was zunächst einer Verpflichtung von bis zu 123,2 Milliarden Euro entspricht. Bei unvorhergesehenem und unabweisbarem Bedarf kann die Garantieermächtigung – mit Einwilligung des Haushaltsausschusses des Deutschen Bundestags – jedoch um 20 Prozent überschritten werden, woraus sich für Deutschland eine maximale Verpflichtung von rund 148 Milliarden Euro ergeben würde.
- Weitere Kredite in Höhe von rund 250 Milliarden Euro können gegebenenfalls vom Internationalen Währungsfonds (IWF) zur Verfügung gestellt werden. Daran beteiligt sind von den Eurozone-Mitgliedstaaten des IWF Deutschland mit 5,98 %, Frankreich mit 4,94 %, Italien mit 3,24 %, Niederlande mit 2,37 %, Belgien mit 2,12 %, Spanien mit 1,40 % Kapitalanteil.

In jedem Fall handelt es sich bei diesen Unterstützungsleistungen um Kredite; das betroffene Land muss sie also später zurückzahlen. Die im Rahmen des ESM vereinbarten Zinssätze sollen deutlich niedriger sein als diejenigen, die das Land auf dem freien Markt bezahlen müsste. Dafür vereinbart das Land mit der EU und dem IWF ein Programm von Wirtschaftsreformen, durch das künftigen Schuldenkrisen vorgebeugt werden soll.
Der provisorische Stabilitätsmechanismus würde bis 30. Juni 2013 in Kraft bleiben.

### Struktur und Mittel
Gesellschafter der EFSF sind die Mitgliedstaaten der Euro-Gruppe. Ihr Leitungsorgan ist ein Direktorium, das aus jeweils einem Vertreter pro Staat besteht. Als Geschäftsführer wurde am 1. Juli 2010 der Deutsche Klaus Regling berufen, der von 2001 bis 2008 die Generaldirektion Wirtschaft und Finanzen der Europäischen Kommission geleitet hatte. Nachdem 90 % der Mitgliedstaaten die Gründung der EFSF ratifiziert hatten, wurde diese am 4. August 2010 voll aktionsfähig. Die vollständige Ratifizierung der letzten Mitgliedstaaten (Belgien, Slowenien, Slowakei sowie Österreich) folgte bis Anfang Dezember 2010.
Als Dienstleister für die EFSF tritt die Deutsche Finanzagentur auf, die die Begebung der Anleihen organisiert. Die Kredite werden an die finanziell angeschlagenen Mitgliedstaaten weitergereicht, die sich am Kapitalmarkt nicht mehr selbst zu bezahlbaren Zinsen finanzieren können. Jeglicher Hilfe muss allerdings ein einstimmiger Beschluss des Direktoriums vorausgehen, also aller Mitgliedstaaten der Euro-Gruppe. Die Kreditbedingungen, zu denen die EFSF die Kredite an die betroffenen Mitgliedstaaten weitergibt, sollen von der Europäischen Kommission ausgearbeitet werden. Dazu können insbesondere auch Auflagen zu Haushaltskonsolidierungsmaßnahmen zählen.
Um von den Ratingagenturen für die von der EFSF zu vergebenden Anleihen die Bestnote – Ratingcode AAA – zu erhalten, sind die Kredite zu 120 Prozent abgesichert. Jedes Land der Eurozone haftet bei einzelnen Emissionen also für 20 Prozent mehr, als es seinem Anteil gemäß EZB-Kapitalschlüssel entspräche. Grund dafür ist, dass von den 16 Euro-Ländern zum Zeitpunkt der EFSF-Gründung nur sechs eine AAA-Einstufung hatten. Ohne die Übersicherung hätte eine Durchschnittsbewertung daher nicht die Bestnote AAA ergeben, was die Kreditaufnahme durch die EFSF verteuert hätte. Nachdem festgestellt wurde, dass auch eine zwanzigprozentige Übersicherung nicht ausreichte, um eine AAA-Bewertung über die volle Kreditsumme von 440 Milliarden Euro zu erreichen, wurde Ende März 2011 noch einmal eine Ausweitung der EFSF beschlossen. Dieser Ausweitung, mit der sich auch die von Deutschland gewährten Garantien erhöhten, stimmte der Bundestag am 29. September 2011 mit großer Mehrheit zu. Die Slowakei lehnte die Reform als einziges der 17 Länder in der Euro-Zone am 11. Oktober 2011 zunächst ab, wodurch die Ausweitung vorerst gestoppt war. In einem zweiten Votum am 13. Oktober 2011 sprach sich jedoch eine Mehrheit von Abgeordneten aus Regierungsparteien und Opposition für die Reform aus.
Am 25. Januar 2011 begab die EFSF ihre erste Anleihe mit einem Volumen von 5 Mrd. Euro, einer Laufzeit von 5 Jahren und einer Anfangsrendite von 2,89 %. Das erzielte Volumen wurde Irland zur Verfügung gestellt. Im August 2012 konnte sich der EFSF zu Negativzinsen verschulden.
Auf einem Sondergipfel des Europäischen Rates am 21. Juli 2011 wurde eine Reform der EFSF beschlossen, durch die diese auch Staatsanleihen überschuldeter Staaten auf dem Sekundärmarkt aufkaufen kann, wenn die 17 Mitgliedstaaten der Eurozone dem zustimmen.
Um die Schlagkraft für den EFSF zu erhöhen, seine Wirkung durch einen Kredithebel auf mindestens eine Billion Euro zu vervielfachen und damit mehr Geld für die Bekämpfung der Schuldenkrise bereitstellen zu können, stimmte der Deutsche Bundestag noch am 26. Oktober 2011, dem Tag des sogenannten Euro-Krisengipfels in Brüssel, mit den Stimmen aller Fraktionen – außer denen der LINKEN – einem gemeinsamen Entschließungsantrag zum Euro-Rettungsfonds EFSF zu. Grundlage der Abstimmung waren Brüsseler Absprachen der Finanzminister, wie die „Kreditvergabekapazität der EFSF“ maximiert werden könne.
Am 26. November 2011 schrieb Der Spiegel: „Nach SPIEGEL-Informationen fällt der EFSF-Rettungsschirm viel kleiner aus. Grund: die Zurückhaltung der Geldgeber. Paris und Berlin arbeiten in Sachen Krise inzwischen an einem neuen Euro-Vertrag.“ „Der Versuch, die verbliebenen Mittel des EFSF in Höhe von 250 Milliarden Euro auf diese Summe zu hebeln, steht unmittelbar vor dem Scheitern. Beim Treffen der Euro-Gruppe Anfang nächster Woche will EFSF-Chef Klaus Regling den Finanzministern deshalb zwei Varianten vorlegen. Darin geht es nur noch um die Verdoppelung, allenfalls Verdreifachung der Restmittel – also auf 500 oder höchstens 750 Milliarden Euro.“

#### Beteiligung der Mitgliedstaaten
Die Staaten sind jeweils sowohl über Garantieleistungen an die EFSF als auch über ihren Anteil am Internationalen Währungsfonds an der Finanzierung beteiligt. In keinem Fall fließen jedoch unmittelbar zusätzliche Gelder: Die EFSF-Garantie kann lediglich dann abgerufen werden, wenn die EFSF selbst nicht in der Lage ist, ihre aufgenommenen Anleihen zurückzuzahlen (was nur dann der Fall ist, wenn die Mitgliedstaaten, die von der EFSF gestützt wurden, trotz deren Hilfe insolvent werden). Der IWF-Kredit wiederum wird aus dem regulären Haushalt des IWF bezahlt, an dem die EU-Mitgliedstaaten – ebenso wie die anderen IWF-Mitgliedstaaten, insbesondere die USA als Hauptfinanzier – ohnehin in Höhe ihres jeweiligen Anteils am IWF beteiligt sind.

## Finanzhilfen
Die EFSF vergab vor Übergang der Zuständigkeit an den Europäischen Stabilitätsmechanismus (ESM) Kredite an Griechenland, Irland und Portugal.

### Griechenland
Beim ersten Griechenland-Hilfspaket war die EFSF noch nicht eingebunden. Diese Unterstützung erfolgte ausschließlich durch die EU und den Internationalen Währungsfonds u. a. in Form bilateraler Kredite und Bürgschaften.
Für das zweite Griechenland-Hilfspaket wurden bis zum 31. Dezember 2014 144,6 Milliarden Euro aus der EFSF zugesagt, von denen bis 31. Dezember 2013 bereits 133,6 Milliarden abgerufen wurden.

### Irland
Im November 2010 wurden Irland insgesamt 85 Milliarden Euro Hilfe zugesagt, von denen bis 8. Dezember 2013 17,7 Milliarden durch die EFSF verfügbar waren. Bis 22. November 2013 waren hiervon bereits 15,4 Milliarden abgerufen worden.

### Portugal
Im Mai 2011 wurden Portugal 78 Milliarden Euro Hilfe zugesagt. Diese bestanden aus jeweils 26 Milliarden von EFSF, EFSM und IWF. Von den bis 18. Mai 2014 verfügbaren 26 Milliarden der EFSF waren bis 22. November 2013 24,8 Milliarden bereits in Anspruch genommen worden.

## Kritik

### Deutschland

#### Kritik staatlicher Institutionen
Die Bundesbank warnte in einer offiziellen Stellungnahme vom 19. September 2011: „[…] Mit den Beschlüssen der Staats- und Regierungschefs des Euro-Währungsgebiets und der EU-Organe vom 21. Juli 2011 wurden an entscheidenden Stellen erneut Änderungen an den Reformvorhaben vorgenommen. Es wurde beschlossen, den Instrumentenkasten der EFSF (und des zukünftigen ESM) deutlich auszuweiten. […] Mit diesen Beschlüssen erfolgt ein weiterer großer Schritt in Richtung gemeinschaftlicher Haftung und geringerer Disziplinierung durch die Kapitalmärkte, ohne dass im Gegenzug die Kontroll- und Einflussmöglichkeiten auf die nationalen Finanzpolitiken spürbar verstärkt werden.“

#### Weitere Kritik
Die Einführung des Europäischen Stabilisierungsmechanismus wurde unter anderem vom ifo Institut für Wirtschaftsforschung kritisiert, dessen Präsident Hans-Werner Sinn davor warnte, dass der Rettungsschirm für Deutschland „ein unkalkulierbares Abenteuer“ und „eine sichere Wachstumsbremse“ darstelle. Er begründete dies unter anderem damit, dass Deutschland de facto die Gewährleistung für die Schulden der anderen Eurostaaten übernehme und dadurch die Refinanzierungskosten für den deutschen Staat steigen würden. Er plädiert für die kontrollierte Beendigung des Milliardentransfers in hilfsbedürftige Länder und kritisiert die Bundesregierung und den Bundestag dafür, durch Versäumnisse zur Forderung nach eindeutigen Kreditbedingungen den Euro zu schwächen und das europäische Einigungswerk zu gefährden.
Der Vorsitzende der Stiftung Ordnungspolitik, Lüder Gerken, kritisiert, dass der Stabilitätsmechanismus den Kern des Problems der südeuropäischen Länder nicht erfasse: Dieses liege nicht in der Staatsverschuldung allein, sondern in der Verschuldung der Gesamtvolkswirtschaft aufgrund des anhaltenden Leistungsbilanzdefizits. Diesem könne nur durch realwirtschaftliche Reformen begegnet werden. Solche Reformen seien zwar in den vereinbarten Mechanismen vorgesehen, indem die Gewährung der Finanzhilfen an „strenge Auflagen“ geknüpft werden soll; Gerken gibt aber zu bedenken, dass diese Auflagen in der Praxis nicht mit der notwendigen Strenge durchgesetzt werden können, da die übrigen Euro-Staaten einem insolvenzgefährdeten Mitgliedstaat Finanzhilfen kaum versagen könnten und daher ihre Verhandlungsposition geschwächt sei. Gerken sieht in dieser Verschleppung notwendiger staatsinterner Reformen die Gefahr einer dauerhaften Inanspruchnahme des Stabilitätspakts durch einige Länder und betrachtet die Maßnahmen als – nicht beabsichtigten, aber hingenommenen – Weg in die „Schuldenunion“.
Insbesondere der FDP-Bundestagsabgeordnete und -Finanzpolitiker Frank Schäffler kritisierte den Rettungsschirm vehement. Unter anderem warf er dem Europäischen Rat vor, „kollektive Rechtsbrüche“ der Nichtbeistandsklausel zu begehen sowie eine „wirtschaftspolitische Zentralisierung und den grenzenlosen Primat der Politik über die Wirtschaft in der Europäischen Union“ und eine „monetäre Planwirtschaft“ anzustreben. Ein FDP-Mitgliederentscheid wurde von ihm und anderen FDP-Politikern wie Burkhard Hirsch vorbereitet. Der daraufhin durchgeführte Entscheid vom Dezember 2011 bestätigte aber den Kurs der Parteiführung.
Ebenso kommt Kritik von einigen CSU-Politikern wie beispielsweise vom Bundestagsabgeordneten Peter Gauweiler, die das Vorhaben der Regierung Merkel nicht mittragen wollen.
Abgelehnt wird die geplante Regelung generell von der Linkspartei, da hier nach Ansicht der Linkspartei einseitig staatliche Steuergelder zugunsten der internationalen Finanzinstitute umverteilt werden.
Der Ökonom Max Otte kritisierte die geplante europäische Regelung für einen Stabilisierungsmechanismus zur Euro-Absicherung und die Position von Bundeskanzlerin Angela Merkel: „Milliardäre und Oligarchen – das sind die Akteure, die wir ,retten'.“
Auf dem Treffen der EU-Finanzminister und Notenbankchefs in Breslau am 17. September 2011 lehnte Bundesbankpräsident Jens Weidmann die Anleihenkäufe durch den europäischen Rettungsfonds EFSF ab. Die Variante, den Rettungsfonds mit einer Banklizenz auszustatten, um bei der EZB frisches Geld für Anleihenkäufe zu besorgen, negierte Weidmann mit der Begründung, die politische Unabhängigkeit der EZB dürfe nicht zur Finanzierung von Staatsschulden herangezogen werden, „egal ob über einen Umweg oder direkt“.
Im überparteilichen Bündnis Bürgerwille haben sich Tausende Bürger, u. a. namhafte Personen aus Wissenschaft, Politik und Gesellschaft, zusammengeschlossen, um gegen die Euro-Rettungspolitik vorzugehen.